# روس فيلدر
روس فيلدر (بالإنجليزية: Ross Fielder)‏ هو عسكري أسترالي، ولد في 7 يناير 1926، وتوفي في 24 يناير 1995.